# 黄云鲲
黄云鲲（1992年7月13日—），黑龙江哈尔滨人，中国男子游泳运动员。

## 生平
2012年，黄云鲲代表中国出戰英國倫敦舉行的奥林匹克运动会游泳比賽男子4×100米混合泳接力賽事。